# Lindsay (Oklahoma)
Pour les articles homonymes, voir Lindsay.
Lindsay (2 900 habitants) est une ville de l'Oklahoma.